# Nueva era (álbum de Amistades Peligrosas)
Nueva era es el cuarto álbum de estudio de Amistades Peligrosas y con el que se despiden de los escenarios al decidir separarse por distintas formas de pensar y por las cicatrices de su relación sentimental pasada. El álbum salió al mercado a finales de 1997, nuevamente bajo el sello de EMI Music Spain. De los hasta entonces cuatro álbumes publicados, éste fue el menos exitoso, quizás porque la promoción fue poca y porque tanto en escenarios y entrevistas se notó el cambio entre ellos.
El título del álbum viene de una nueva era por la que está atravesando el dúo, el grabar los temas por separado y el uso de nuevos ritmos y sonidos. El éxito no se sintió tanto como en álbumes pasados, pero llegaron a vender 200,000 copias a nivel internacional logrando un disco de platino en España.
Nada que perder es elegido primer sencillo elegido y cuenta con un videoclip grabado en la nieve teniendo una buena aceptación por el público. Esta canción retrata el lado más duro del amor, y su letra está basada mucho en la separación de Cristina y Alberto y las luchas intestinales del grupo. Una canción con ritmo desenfrenado, letra dura, sincera, directa, gritos, flautas, laúdes... Que termina en una auténtica fiesta musical.
Tras esta canción sigue Quítame este velo, elegida como canción para la campaña Una flor para Kabul, y hace una dura crítica al Islam y haciendo referencia a la libertad de la mujer y sus deseos de libre albedrío.
Más circo y más pan es una dura crítica social a la hipocresía del estado, tema que por desgracia sigue de plena actualidad. Con tambores y ritmos celtas, este último sencillo no alcanza la popularidad esperada pero para sus seguidores se vuelve un himno.
El álbum cuenta con 9 temas originales, una adaptación del tema Aïcha de Khaled que cuenta con la participación de Suhail y dos piezas instrumentales, llamadas Nueva era I y Nueva era II como inicio y cierre del disco. Para la edición latinoamericana se excluyeron el tema Aïcha y Los restos de Santiago.

## Diseño
En la portada del álbum aparecen retratados los integrantes del dúo, Alberto Comesaña y Cristina del Valle, él abrazando a ella por detrás, y cubiertos con una manta roja escarlata. Como fondo un mar al anochecer, alumbrado por el resplandor de la luna, en el que se pueden ver cinco peñascos. En la parte posterior de la funda se encuentra la misma imagen, pero sin los retratos; en su lugar hay cinco símbolos religiosos: la media luna musulmana, una cruz patada,  la cruz cristiana, la cruz celta y el om del hinduismo, en este orden en la parte izquierda y en orden inverso en la parte derecha, haciendo un total de diez símbolos. Sobre la ilustración se hallan escritos el nombre del álbum, los títulos de las canciones y su duración, así como los créditos y el copyright.
Para la portada de la edición latinoamericana el tono de colores es café. Los títulos y las tipografías son las mismas.
El CD está cubierto de una ilustración color azul oscuro metálico con brillos blancos y exhibe, nuevamente, los diez símbolos de la carátula posterior, el nombre del grupo, del álbum, los títulos de las canciones, así como los créditos y el copyright.

## Lista de canciones
| N.º | Título                 | Duración |
| --- | ---------------------- | -------- |
| 1   | Nueva era*             | 2:23     |
| 2   | Nada que perder        | 4:14     |
| 3   | Más circo y más pan    | 3:50     |
| 4   | O pala o escuela       | 4:04     |
| 5   | Mar como el mar        | 2:36     |
| 6   | Haberlas hailas        | 4:22     |
| 7   | Quítame este velo      | 4:45     |
| 8   | Menina das favelas     | 3:25     |
| 9   | Los restos de Santiago | 4:34     |
| 10  | Aïcha                  | 4:28     |
| 11  | Apunta, dispara        | 5:05     |
| 12  | Nueva era II*          | 2:03     |

- (*) - Canción instrumental

- Datos: Q6046765